# Stade Armand Cesari
Das Stade Armand Cesari ist ein Fußballstadion in Furiani, einer Randgemeinde der Stadt Bastia auf der französischen Insel Korsika (Collectivité territoriale). Es wird, nach seiner Lage, auch Stade Furiani genannt. Es ist gegenwärtig die Heimspielstätte des Fußballvereins SC Bastia und bietet auf seinen Rängen 16.048 Sitzplätze, davon sind 13.790 überdacht. Früher hieß es Stade du Docteur Luciani.

## Geschichte
Das Stade Armand Cesari wurde am 16. Oktober 1932 eröffnet. Die Farben der Sitzschalen sind den Traditionsfarben des Vereins, weiß und blau, nachempfunden. Die Haupttribüne ist nach dem langjährigen Spieler Claude Papi, die Osttribüne nach dem Erfolgstrainer der 1970er Jahre, Pierre Cahuzac, benannt. Der SC Bastia erreichte im UEFA-Pokal 1977/78 das Endspiel. Im Hinspiel gegen den PSV Eindhoven (0:0) war das Stadion am 26. April 1978 mit 15.000 Zuschauern gefüllt. Bis heute Besucherrekord des Stade  Armand Cesari. Am 5. Mai 1992 war das Stadion Schauplatz des Dramas von Furiani im Coupe de France 1991/92, als kurz vor dem Beginn des Halbfinalspiels SC Bastia gegen Olympique Marseille eine temporäre Stahlrohrtribüne einstürzte. Es gab 18 Tote und 2357 Verletzte (oft mit bleibenden Behinderungen). Rund ein Drittel des Rangs brach an der höchsten Stelle, der mit 10.000 Besuchern gefüllten Stahlkonstruktion, zusammen.
Nach dem Unglück 1992 wurde die Anlage ab 1994 nach und nach renoviert und in ein Sitzplatzstadion umgewandelt. Der Umbau begann mit der Osttribüne (Tribune Est Jojo Petrignani) hinter dem Tor, die 1995 mit 2490 Sitzplätzen eingeweiht wurde. Die neue, doppelstöckige Haupttribüne im Norden (Tribune Nord Claude Papi) wurde 1997 mit 5500 überdachten Sitzplätzen eröffnet. Die Hintertortribüne im Westen (Tribune Ouest Pierre Cahuzac) mit 2990 Sitzplätze konnte 2001 fertiggestellt und eröffnet werden. Bis zur Erneuerung der Südtribüne (Tribune Sud Victor Lorenzi) dauerte es zehn Jahre. Der überdachte Zuschauerrang wurde im August 2011 mit 6000 Sitzplätzen eingeweiht. Im Juli 2022 wurde die Komplettierung der Renovierung vom Communauté d’agglomération de Bastia (Cab) genehmigt. Dabei sollen u. a. die Hintertortribünen überdacht werden und so die komplette Überdachung der Ränge erreicht werden. Des Weiteren ist ein Restaurant in der Nordtribüne geplant sowie ein Vereinsmuseum. Die Parkplätze im Süden und Osten sollen überdacht und mit Photovoltaikanlagen ausgestattet werden. Die letzte Phase des Umbaus soll im Januar 2024 beginnen und 2025 abgeschlossen werden. Es sind Kosten von 12 Mio. Euro eingeplant. Dies würde die gesamten Kosten für den Umbau auf 52 Mio. Euro steigen lassen.

## Galerie

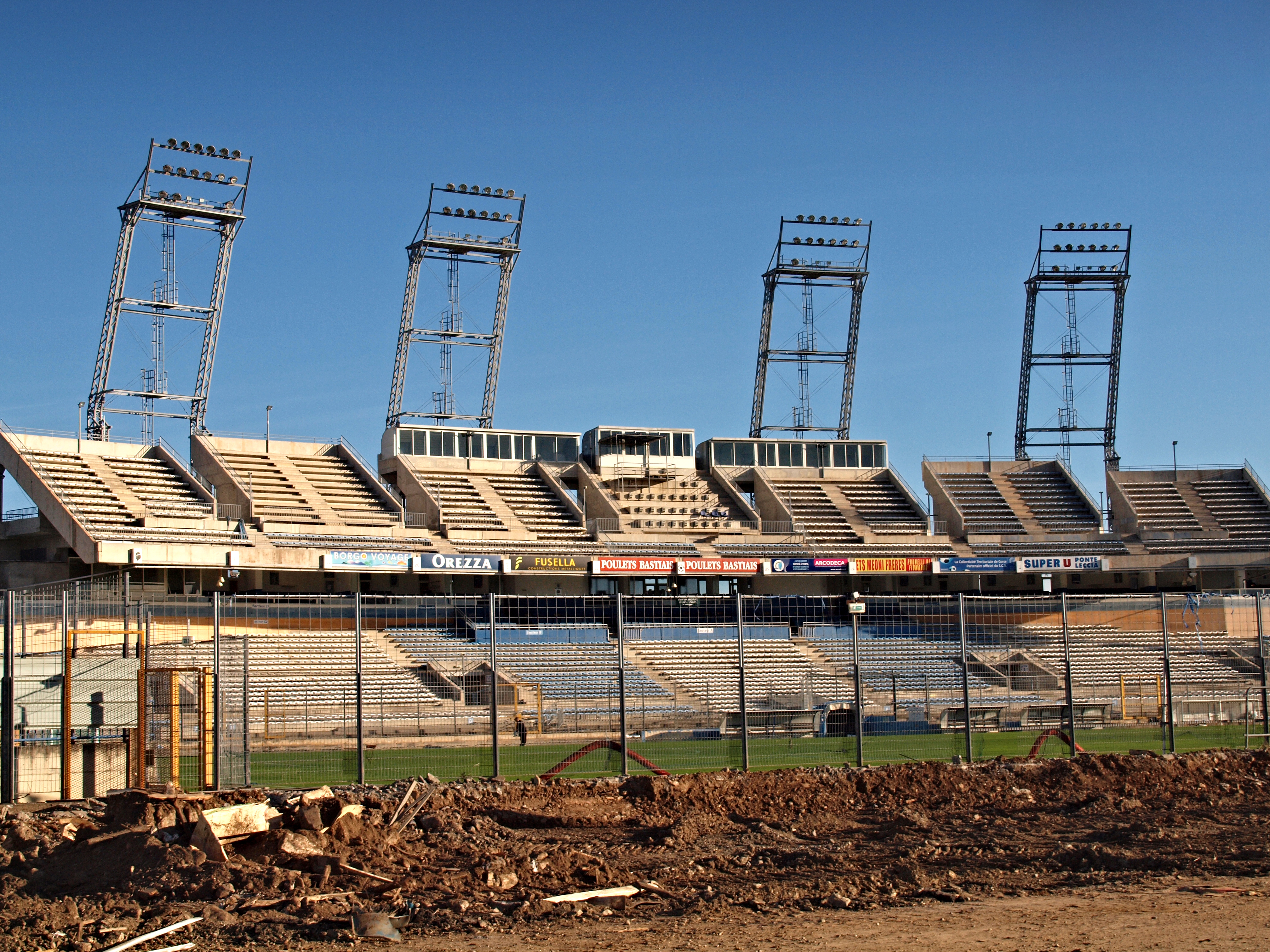
Bau der Südtribüne (Dezember 2009)
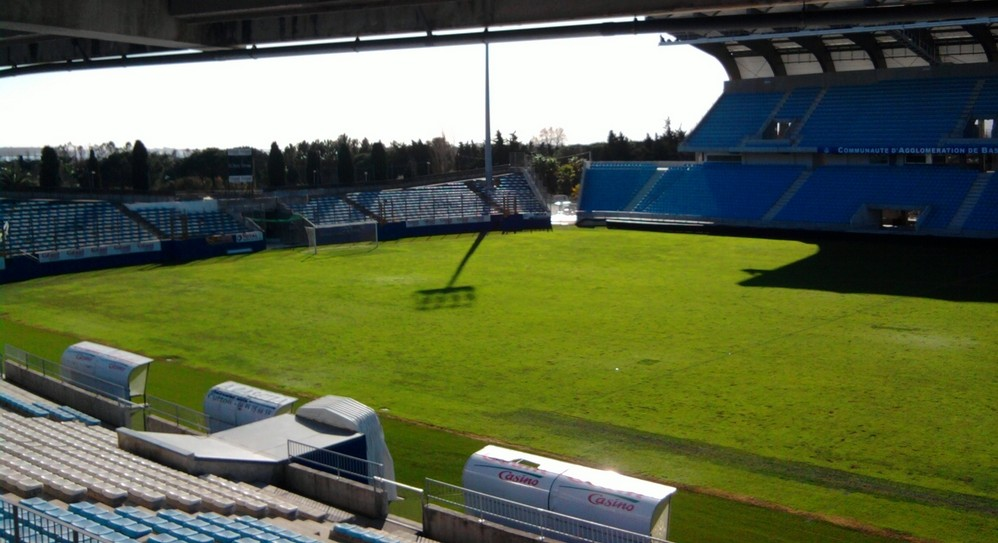
Blick auf die Tribune Petrignani
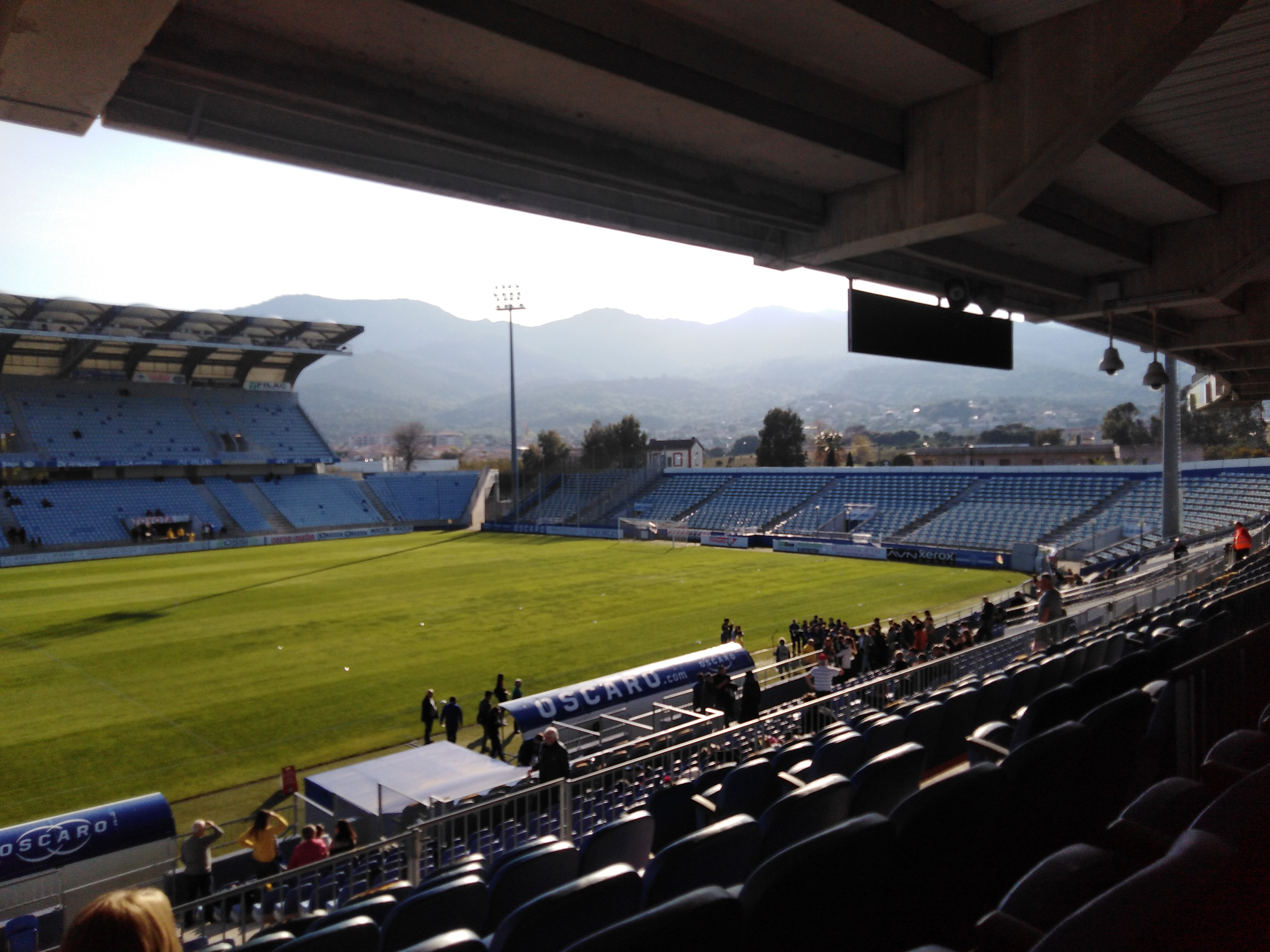
Die Westtribüne (April 2019)
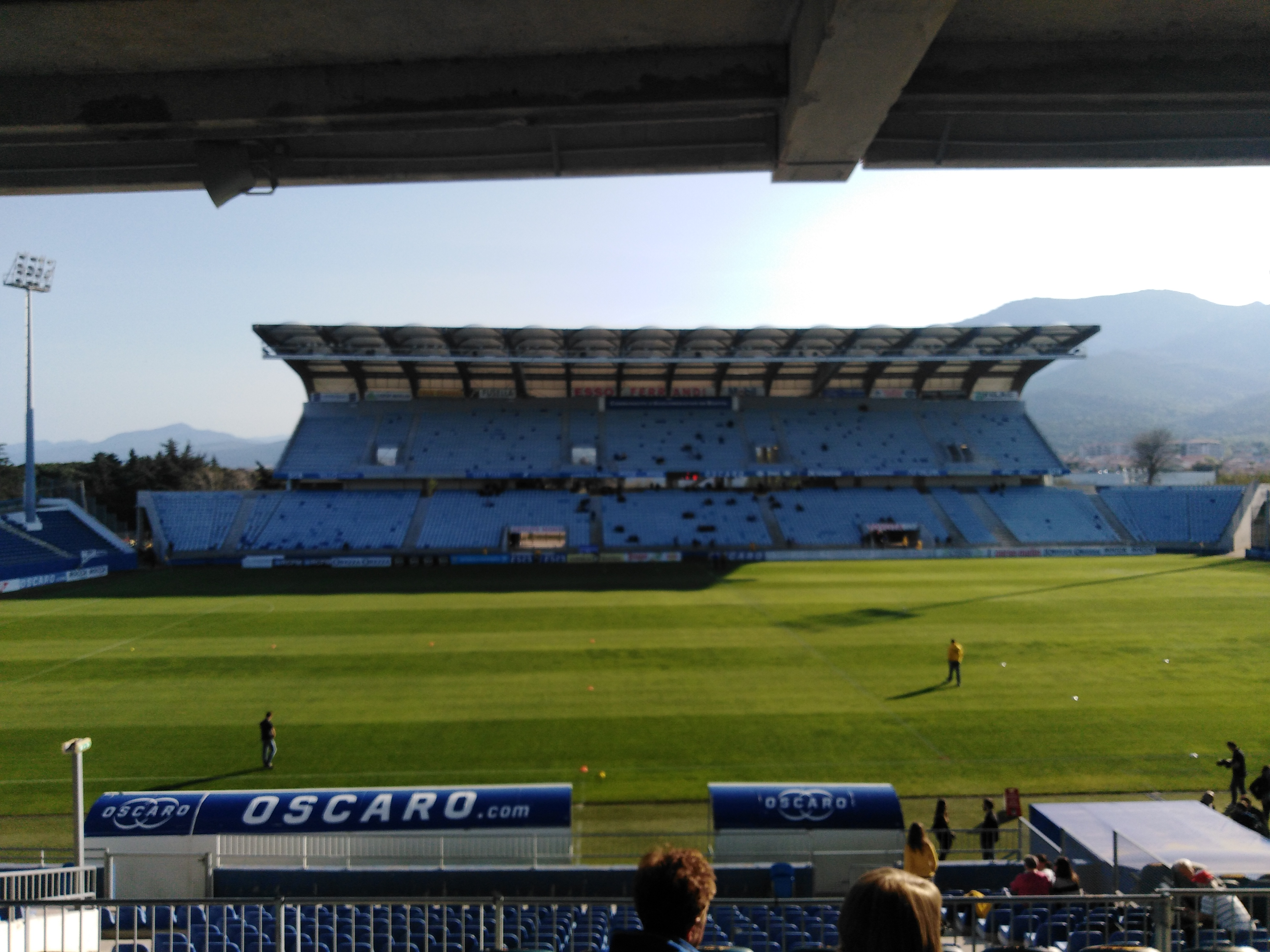
Die fertiggestellte Südtribüne (April 2019)